# Bergtjärnen (Järna socken, Dalarna, 670954-141085)
Bergtjärnen är en sjö i Vansbro kommun i Dalarna och ingår i Dalälvens huvudavrinningsområde.